# Фінал WTA
Фінал WTA (англ. WTA Championships) є фінальним тенісним турніром року в жіночому тенісі.  
4 квітня 2024 року WTA оголосила, що фінал WTA відбудеться в Ер-Ріяді десять років поспіль (2024-2026).
У чемпіонаті беруть участь 8 найкращих тенісисток року (відповідно до рейтингу WTA) і 8 найкращих пар. Груповий раунд проводиться у 2 групах по 4 гравці в кожній групі. У групі гравці грають між собою по одному матчу. Дві найкращі з кожної групи попадають у півфінал, і якщо виграють його — у фінал.

## Історія
Перші фінали WTA проводилися з 1972 у місті Бока-Ратон, Флорида (США). З 1972 по 1986 вони проходили в березні. Коли WTA  вирішила обмежити турніри, що проводяться під її егідою, із січня по листопад, то Чемпіонат WTA перенесли на останній строк, наприкінці року. Виходячи із цього факту, в 1986 році було проведено два чемпіонати. З 1979 до 2000 турнір проводився в Медісон-сквер-гарден  у Нью-Йорку, у 2001 чемпіонат був проведений у Мюнхенському Олімпійському залі (Munchen in die Olympiahalle wechselte). З 2002 по 2005 чемпіонат проводився в Стейплс-центрі (Staples Centre) у Лос-Анджелесі. У 2006 та 2007 роках жіночий чемпіонат пройшов у Мадриді, Іспанія, у 2008-2010 — у Досі, 2011-2013 — у Стамбулі,  з 2014-2018 турнір проходив у Сингапурі.
З 1984 по 1998 фінал турніру проводився до перемоги в трьох сетах, це був і залишається досі, єдиним турніром із подібним форматом у жіночому тенісі. З 1999 фінали стали проводитися в стандартному форматі.
Цей турнір є п'ятим за престижністю після турнірів Великого шлему.

## Рекорди
Найбільше перемог в одиночному розряді:
- Мартіна Навратілова (США, раніше Чехословаччина): 8 перемог, 6 фіналів.
- Серена Вільямс (США): 5 перемог, 2 фінали.
- Штеффі Граф (Німеччина): 5 перемог, 1 фінал.
- Кріс Еверт (США): 4 перемоги, 4 фінали.
- Моніка Селеш (США, раніше Югославія): 3 перемоги, 1 фінал.
- Кім Клейстерс (Бельгія): 3 перемоги

Найбільше перемог в парному розряді:
- Мартіна Навратілова (США,): 13 перемог.
- Пем Шрайвер (США): 10 перемог.
- Біллі Джин Кінг (США): 4 перемог, 1 фінал.
- Ліза Реймонд (США): 4 перемоги.
- Кара Блек (Зімбабве): 3 перемоги, 6 фіналів.
- Наташа Звєрєва (Білорусь, раніше СРСР): 3 перемоги, 3 фінали.
- Бетті Стеве (Нідерланди): 3 перемоги, 2 фінали.
- Лізель Губер (США): 3 перемоги, 1 фінал.
- Ліндсі Девенпорт (США): 3 перемоги.
- Мартіна Хінгіс (Швейцарія): 3 перемоги.
- Тімеа Бабош (Угорщина): 3 перемоги.

## Одиночний розряд
| Рік         | Місто                               | Чемпіонка                           | Фіналістка                          | Результат фіналу                    |
| ----------- | ----------------------------------- | ----------------------------------- | ----------------------------------- | ----------------------------------- |
| 1972        | Бока-Ратон                          | Кріс Еверт                          | Керрі Мелвілл                       | 7–5, 6–4                            |
| 1973        | Бока-Ратон                          | Кріс Еверт (2)                      | Ненсі Річі                          | 6–3, 6–3                            |
| 1974        | Лос-Анджелес                        | Івонн Гулагонг-Коулі                | Кріс Еверт                          | 6–3, 6–4                            |
| 1975        | Лос-Анджелес                        | Кріс Еверт (3)                      | Мартіна Навратілова                 | 6–4, 6–2                            |
| 1976        | Лос-Анджелес                        | Івонн Гулагонг-Коулі (2)            | Кріс Еверт                          | 6–3, 5–7, 6–3                       |
| 1977        | Нью-Йорк                            | Кріс Еверт (4)                      | Сью Баркер                          | 2–6, 6–1, 6–1                       |
| 1978        | Окленд                              | Мартіна Навратілова                 | Івонн Гулагонг-Коулі                | 7–6(7–0), 6–4                       |
| 1979        | Нью-Йорк                            | Мартіна Навратілова (2)             | Трейсі Остін                        | 6–3, 3–6, 6–2                       |
| 1980        | Нью-Йорк                            | Трейсі Остін                        | Мартіна Навратілова                 | 6–2, 2–6, 6–2                       |
| 1981        | Нью-Йорк                            | Мартіна Навратілова (3)             | Андреа Єйгер                        | 6–3, 7–6(7–3)                       |
| 1982        | Нью-Йорк                            | Сільвія Ганіка                      | Мартіна Навратілова                 | 1–6, 6–3, 6–4                       |
| 1983        | Нью-Йорк                            | Мартіна Навратілова (4)             | Кріс Еверт                          | 6–2, 6–0                            |
| 1984        | Нью-Йорк                            | Мартіна Навратілова (5)             | Кріс Еверт                          | 6–3, 7–5, 6–1                       |
| 1985        | Нью-Йорк                            | Мартіна Навратілова (6)             | Гелена Сукова                       | 6–3, 7–5, 6–4                       |
| 1986 (бер.) | Нью-Йорк                            | Мартіна Навратілова (7)             | Гана Мандлікова                     | 6–2, 6–0, 3–6, 6–1                  |
| 1986 (лис.) | Нью-Йорк                            | Мартіна Навратілова (8)             | Штеффі Граф                         | 7–6(8–6), 6–3, 6–2                  |
| 1987        | Нью-Йорк                            | Штеффі Граф                         | Габріела Сабатіні                   | 4–6, 6–4, 6–0, 6–4                  |
| 1988        | Нью-Йорк                            | Габріела Сабатіні                   | Пем Шрайвер                         | 7–5, 6–2, 6–2                       |
| 1989        | Нью-Йорк                            | Штеффі Граф (2)                     | Мартіна Навратілова                 | 6–4, 7–5, 2–6, 6–2                  |
| 1990        | Нью-Йорк                            | Моніка Селеш                        | Габріела Сабатіні                   | 6–4, 5–7, 3–6, 6–4, 6–2             |
| 1991        | Нью-Йорк                            | Моніка Селеш (2)                    | Мартіна Навратілова                 | 6–4, 3–6, 7–5, 6–0                  |
| 1992        | Нью-Йорк                            | Моніка Селеш (3)                    | Мартіна Навратілова                 | 7–5, 6–3, 6–1                       |
| 1993        | Нью-Йорк                            | Штеффі Граф (3)                     | Аранча Санчес Вікаріо               | 6–1, 6–4, 3–6, 6–1                  |
| 1994        | Нью-Йорк                            | Габріела Сабатіні (2)               | Ліндсі Девенпорт                    | 6–3, 6–2, 6–4                       |
| 1995        | Нью-Йорк                            | Штеффі Граф (4)                     | Анке Губер                          | 6–1, 2–6, 6–1, 4–6, 6–3             |
| 1996        | Нью-Йорк                            | Штеффі Граф (5)                     | Мартіна Хінгіс                      | 6–3, 4–6, 6–0, 4–6, 6–0             |
| 1997        | Нью-Йорк                            | Яна Новотна                         | Марі П'єрс                          | 7–6(7–4), 6–2, 6–3                  |
| 1998        | Нью-Йорк                            | Мартіна Хінгіс                      | Ліндсі Девенпорт                    | 7–5, 6–4, 4–6, 6–2                  |
| 1999        | Нью-Йорк                            | Ліндсі Девенпорт                    | Мартіна Хінгіс                      | 6–4, 6–2                            |
| 2000        | Нью-Йорк                            | Мартіна Хінгіс (2)                  | Моніка Селеш                        | 6–7(5–7), 6–4, 6–4                  |
| 2001        | Мюнхен                              | Серена Вільямс                      | Ліндсі Девенпорт                    | walkover                            |
| 2002        | Лос-Анджелес                        | Кім Клейстерс                       | Серена Вільямс                      | 7–5, 6–3                            |
| 2003        | Лос-Анджелес                        | Кім Клейстерс (2)                   | Амелі Моресмо                       | 6–2, 6–0                            |
| 2004        | Лос-Анджелес                        | Марія Шарапова                      | Серена Вільямс                      | 4–6, 6–2, 6–4                       |
| 2005        | Лос-Анджелес                        | Амелі Моресмо                       | Марі П'єрс                          | 5–7, 7–6(7–3), 6–4                  |
| 2006        | Мадрид                              | Жустін Енен                         | Амелі Моресмо                       | 6–4, 6–3                            |
| 2007        | Мадрид                              | Жустін Енен (2)                     | Марія Шарапова                      | 5–7, 7–5, 6–3                       |
| 2008        | Доха                                | Вінус Вільямс                       | Віра Звонарьова                     | 6–7(5–7), 6–0, 6–2                  |
| 2009        | Доха                                | Серена Вільямс (2)                  | Вінус Вільямс                       | 6–2, 7–6(7–4)                       |
| 2010        | Доха                                | Кім Клейстерс (3)                   | Каролін Возняцкі                    | 6–3, 5–7, 6–3                       |
| 2011        | Стамбул                             | Петра Квітова                       | Вікторія Азаренко                   | 7–5, 4–6, 6–3                       |
| 2012        | Стамбул                             | Серена Вільямс (3)                  | Марія Шарапова                      | 6–4, 6–3                            |
| 2013        | Стамбул                             | Серена Вільямс (4)                  | Лі На                               | 2–6, 6–3, 6–0                       |
| 2014        | Сінгапур                            | Серена Вільямс (5)                  | Сімона Халеп                        | 6–3, 6–0                            |
| 2015        | Сінгапур                            | Агнешка Радванська                  | Петра Квітова                       | 6–2, 4–6, 6–3                       |
| 2016        | Сінгапур                            | Домініка Цібулкова                  | Анджелік Кербер                     | 6–3, 6–4                            |
| 2017        | Сінгапур                            | Каролін Возняцкі                    | Вінус Вільямс                       | 6–4, 6–4                            |
| 2018        | Сінгапур                            | Еліна Світоліна                     | Слоун Стівенс                       | 3–6, 6–2, 6–2                       |
| 2019        | Шеньчжень                           | Ешлі Барті                          | Еліна Світоліна                     | 6–4, 6–3                            |
| 2020        | Скасований через Пандемію COVID-19. | Скасований через Пандемію COVID-19. | Скасований через Пандемію COVID-19. | Скасований через Пандемію COVID-19. |
| 2021        | Сапопан                             | Гарбінє Мугуруса                    | Анетт Контавейт                     | 6–3, 7–5                            |
| 2022        | Форт-Верт                           | Каролін Гарсія                      | Аріна Соболенко                     | 7–6(7–4), 6–4                       |
| 2023        | Канкун                              | Іга Свьонтек                        | Джессіка Пегула                     | 6–1, 6–0                            |
| 2024        | Ер-Ріяд                             | Коко Гофф                           | Чжен Ціньвень                       | 3–6, 6–4, 7–6(7–2)                  |

## Парний розряд
| Рік         | Місто                               | Чемпіонки                                         | Фіналістки                                    | Результат фіналу                    |
| ----------- | ----------------------------------- | ------------------------------------------------- | --------------------------------------------- | ----------------------------------- |
| 1972        | Бока-Ратон                          | без парного розряду                               | без парного розряду                           | без парного розряду                 |
| 1973        | Бока-Ратон                          | Розмарі Касалс Маргарет Корт                      | Франсуаз Дюрр Бетті Стеве                     | 6–2, 6–4                            |
| 1974        | Лос-Анджелес                        | Розмарі Касалс (2) Біллі Джин Кінг                | Франсуаз Дюрр Бетті Стеве                     | 6–1, 6–7(2–7), 7–5                  |
| 1975        | Лос-Анджелес                        | Маргарет Корт (2) Вірджинія Вейд                  | Розмарі Касалс Біллі Джин Кінг                | 6–7(2–7), 7–6(7–2), 6–2             |
| 1976        | Лос-Анджелес                        | Біллі Джин Кінг (2) Бетті Стеве                   | Енн Ґеррант Енн Кійомура                      | 6–3, 6–2                            |
| 1977        | Нью-Йорк                            | Мартіна Навратілова Бетті Стеве (2)               | Франсуаз Дюрр Вірджинія Вейд                  | 7–5, 6–3                            |
| 1978        | Окленд                              | Біллі Джин Кінг (3) Мартіна Навратілова (2)       | Вірджинія Вейд Франсуаз Дюрр                  | 6–4, 6–4                            |
| 1979        | Нью-Йорк                            | Франсуаз Дюрр Бетті Стеве (3)                     | Сью Баркер Енн Кійомура                       | 7–6, 7–6                            |
| 1980        | Нью-Йорк                            | Біллі Джин Кінг (4) Мартіна Навратілова (3)       | Розмарі Касалс Венді Тернбулл                 | 6–3, 4–6, 6–3                       |
| 1981        | Нью-Йорк                            | Мартіна Навратілова (4) Пем Шрайвер               | Барбара Поттер Шерон Волш                     | 6–0, 7–6(8–6)                       |
| 1982        | Нью-Йорк                            | Мартіна Навратілова (5) Пем Шрайвер (2)           | Кеті Джордан Енн Сміт                         | 6–4, 6–3                            |
| 1983        | Нью-Йорк                            | Мартіна Навратілова (6) Пем Шрайвер (3)           | Клаудія Коде-Кільш Ева Пфафф                  | 7–5, 6–2                            |
| 1984        | Нью-Йорк                            | Мартіна Навратілова (7) Пем Шрайвер (4)           | Джо Дьюрі Енн Кійомура                        | 6–3, 6–1                            |
| 1985        | Нью-Йорк                            | Мартіна Навратілова (8) Пем Шрайвер (5)           | Клаудія Коде-Кільш Гелена Сукова              | 6–7(4–7), 6–4, 7–6(7–5)             |
| 1986 (бер.) | Нью-Йорк                            | Гана Мандлікова Венді Тернбулл                    | Клаудія Коде-Кільш Гелена Сукова              | 6–4, 6–7(4–7), 6–3                  |
| 1986 (лис.) | Нью-Йорк                            | Мартіна Навратілова (9) Пем Шрайвер (6)           | Клаудія Коде-Кільш Гелена Сукова              | 7–6(7–1), 6–3                       |
| 1987        | Нью-Йорк                            | Мартіна Навратілова (10) Пем Шрайвер (7)          | Клаудія Коде-Кільш Гелена Сукова              | 6–1, 6–1                            |
| 1988        | Нью-Йорк                            | Мартіна Навратілова (11) Пем Шрайвер (8)          | Лариса Савченко-Нейланд Наташа Звєрєва        | 6–3, 6–4                            |
| 1989        | Нью-Йорк                            | Мартіна Навратілова (12) Пем Шрайвер (9)          | Лариса Савченко-Нейланд Наташа Звєрєва        | 6–3, 6–2                            |
| 1990        | Нью-Йорк                            | Кеті Джордан Елізабет Смайлі                      | Мерседес Пас Аранча Санчес Вікаріо            | 7–6(7–4), 6–4                       |
| 1991        | Нью-Йорк                            | Мартіна Навратілова (13) Пем Шрайвер (10)         | Джиджі Фернандес Яна Новотна                  | 4–6, 7–5, 6–4                       |
| 1992        | Нью-Йорк                            | Аранча Санчес Вікаріо Гелена Сукова               | Яна Новотна Лариса Савченко-Нейланд           | 7–6(7–4), 6–1                       |
| 1993        | Нью-Йорк                            | Джиджі Фернандес Наташа Звєрєва                   | Яна Новотна Лариса Савченко-Нейланд           | 6–3, 7–5                            |
| 1994        | Нью-Йорк                            | Джиджі Фернандес (2) Наташа Звєрєва (2)           | Яна Новотна Аранча Санчес Вікаріо             | 6–3, 6–7(4–7), 6–3                  |
| 1995        | Нью-Йорк                            | Яна Новотна Аранча Санчес Вікаріо (2)             | Джиджі Фернандес Наташа Звєрєва               | 6–2, 6–1                            |
| 1996        | Нью-Йорк                            | Ліндсі Девенпорт Мері Джо Фернандес               | Яна Новотна Аранча Санчес Вікаріо             | 6–3, 6–2                            |
| 1997        | Нью-Йорк                            | Ліндсі Девенпорт (2) Яна Новотна (2)              | Александра Фусаї Наталі Тозья                 | 6–7(5–7), 6–3, 6–2                  |
| 1998        | Нью-Йорк                            | Ліндсі Девенпорт (3) Наташа Звєрєва (3)           | Александра Фусаї Наталі Тозья                 | 6–7(6–8), 7–5, 6–3                  |
| 1999        | Нью-Йорк                            | Мартіна Хінгіс Анна Курникова                     | Аранча Санчес Вікаріо Лариса Савченко-Нейланд | 6–4, 6–4                            |
| 2000        | Нью-Йорк                            | Мартіна Хінгіс (2) Анна Курникова (2)             | Ніколь Арендт Манон Боллеграф                 | 6–2, 6–3                            |
| 2001        | Мюнхен                              | Ліза Реймонд Ренне Стаббс                         | Кара Блек Олена Лиховцева                     | 7–5, 3–6, 6–3                       |
| 2002        | Лос-Анджелес                        | Олена Дементьєва Жанетта Гусарова                 | Кара Блек Олена Лиховцева                     | 4–6, 6–4, 6–3                       |
| 2003        | Лос-Анджелес                        | Вірхінія Руано Паскуаль Паола Суарес              | Кім Клейстерс Ай Суґіяма                      | 6–4, 3–6, 6–3                       |
| 2004        | Лос-Анджелес                        | Надія Петрова Меган Шонессі                       | Кара Блек Ренне Стаббс                        | 7–5, 6–2                            |
| 2005        | Лос-Анджелес                        | Ліза Реймонд (2) Саманта Стосур                   | Кара Блек Ренне Стаббс                        | 6–7(5–7), 7–5, 6–4                  |
| 2006        | Мадрид                              | Ліза Реймонд (3) Саманта Стосур (2)               | Кара Блек Ренне Стаббс                        | 3–6, 6–3, 6–3                       |
| 2007        | Мадрид                              | Кара Блек Лізель Губер                            | Катарина Среботнік Ай Суґіяма                 | 5–7, 6–3, [10–8]                    |
| 2008        | Доха                                | Кара Блек (2) Лізель Губер (2)                    | Квета Пешке Ренне Стаббс                      | 6–1, 7–5                            |
| 2009        | Доха                                | Нурія Льягостера Вівес Марія Хосе Мартінес Санчес | Кара Блек Лізель Губер                        | 7–6(7–0), 5–7, [10–7]               |
| 2010        | Доха                                | Хісела Дулко Флавія Пеннетта                      | Квета Пешке Катарина Среботнік                | 7–5, 6–4                            |
| 2011        | Стамбул                             | Лізель Губер (3) Ліза Реймонд (4)                 | Квета Пешке Катарина Среботнік                | 6–4, 6–4                            |
| 2012        | Стамбул                             | Марія Кириленко Надія Петрова (2)                 | Андреа Сестіні Главачкова Луціє Градецька     | 6–1, 6–4                            |
| 2013        | Стамбул                             | Сє Шувей Пен Шуай                                 | Катерина Макарова Олена Весніна               | 6–4, 7–5                            |
| 2014        | Сінгапур                            | Кара Блек (3) Саня Мірза                          | Сє Шувей Пен Шуай                             | 6–1, 6–0                            |
| 2015        | Сінгапур                            | Мартіна Хінгіс (3) Саня Мірза (2)                 | Гарбінє Мугуруса Карла Суарес Наварро         | 6–0, 6–3                            |
| 2016        | Сінгапур                            | Катерина Макарова Олена Весніна                   | Бетані Маттек-Сендс Луціє Шафарова            | 7–6(7–5), 6–3                       |
| 2017        | Сінгапур                            | Тімеа Бабош Андреа Сестіні Главачкова             | Кікі Бертенс Юганна Ларссон                   | 4–6, 6–4, [10–5]                    |
| 2018        | Сінгапур                            | Тімеа Бабош (2) Крістіна Младенович               | Барбора Крейчикова Катержина Сінякова         | 6–4, 7–5                            |
| 2019        | Шеньчжень                           | Тімеа Бабош (3) Крістіна Младенович               | Сє Шувей Барбора Стрицова                     | 6–1, 6–3                            |
| 2020        | Скасований через Пандемію COVID-19. | Скасований через Пандемію COVID-19.               | Скасований через Пандемію COVID-19.           | Скасований через Пандемію COVID-19. |
| 2021        | Сапопан                             | Барбора Крейчикова Катержина Сінякова             | Сє Шувей Елісе Мертенс                        | 6–3, 6–4                            |
| 2022        | Форт-Верт                           | Вероніка Кудерметова Елісе Мертенс                | Барбора Крейчикова Катержина Сінякова         | 6–2, 4–6, [11–9]                    |
| 2023        | Канкун                              | Лаура Зігемунд Віра Звонарьова                    | Ніколь Меліхар Еллен Перес                    | 6–4, 6–4                            |
| 2024        | Ер-Ріяд                             | Габріела Дабровскі Ерін Рутліфф                   | Катержина Сінякова Тейлор Таунсенд            | 7–5, 6–3                            |